# Trokmer
Die Trokmer (gr. Trokmoi, lat. Trocmi)  waren einer der drei keltischen Stämme in Kleinasien, die zu den Galatern gehörten. Die anderen beiden Stämme waren die Tolistobogier (auch Tolistoagier) und die Tektosagen.

## Geschichte

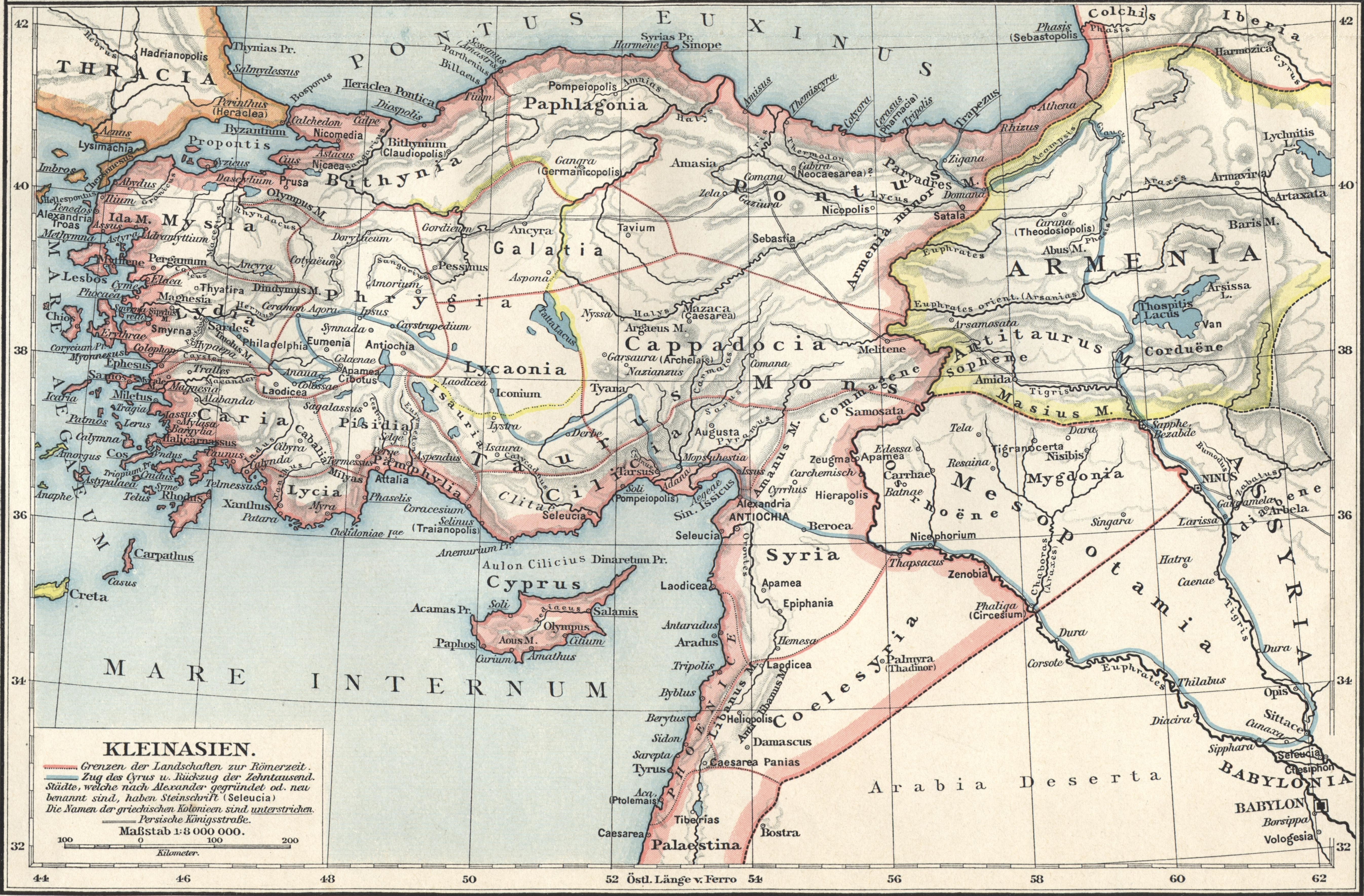
Galatien mit Tavium in der oberen Kartenmitte

279/78 v. Chr. zogen die Trokmer unter Lutarios im Zuge der Keltischen Südwanderung zusammen mit Tolistobogiern und Tektosagen durch Thrakien. Ihr Ziel war die Region um Byzantion (Byzanz, Konstantinopel), wo sich die Kelten vorerst niederließen. 275 v. Chr. wurden sie von Nikomedes I. als Söldner nach Bithynien geholt, um ihn dort im Kampf gegen seinen Bruder Zipoites zu unterstützen und ihm den Thron zu sichern. Bald machten sie sich selbständig und zogen plündernd durch das Land, unter anderem fiel ihnen Didyma bei Milet zum Opfer. In der sogenannten „Elefantenschlacht“ 275, 268 oder 267 v. Chr. wurden die Galater von Antiochos I. geschlagen und erhielten Wohngebiete beiderseits des Halys zugewiesen. Die Trokmer bewohnten das Gebiet um Tavium. 189 v. Chr. wurden sie gemeinsam mit den Tektosagen und anderen Alliierten des Seleukidenkönigs Antiochos III. am Berg Magaba vom römischen Konsul Gnaeus Manlius Vulso vernichtend besiegt.

## Stammeseinteilung
Die Trokmer teilten sich in vier Unterabteilungen (Tetrarchien) unter der Führung eines Tetrarchen. Gemeinsam mit den Tetrarchien der ebenso gegliederten Tolistobogier und Tektosagen bildeten sie den koinòn Galáton („Galatischer Bund“, später Galatien genannt), der neben den zwölf Tetrarchen auch noch von einer Ratsversammlung von 300 Männern geleitet wurde. Versammlungsort war der drunemeton, der nicht genau lokalisierbare „Heilige Hain“. Von dieser Versammlung wurden ein Richter (dikastés) und ein Feldherr mit zwei Unterfeldherrn bestimmt.
Diese zwölf Tetrarchen wurden später von drei Herrschern abgelöst. So regierte der 65/64 v. Chr. von Pompeius anerkannte Brogitaros allein über die Trokmer, bis schließlich unter dessen Schwiegervater, dem Tolistobogier Deiotaros Philorhomaios („Deiotaros Römerfreund“), eine faktische Alleinherrschaft eines Königs über alle Galater entstand.